# Cynków (Lublin)
Pour les articles homonymes, voir Cynków.
Cynków (prononciation [ˈt͡sɨnkuf]) est un village de la gmina de Nałęczów du powiat de Puławy dans la voïvodie de Lublin, situé dans l'est de la Pologne.
Il se situe à environ 3 kilomètres au nord-est de Kazimierz Dolny (siège de la gmina), 24 kilomètres au sud-est de Puławy (siège du powiat) et 24 kilomètres à l'ouest de Lublin (capitale de la voïvodie).

## Histoire
De 1975 à 1998, le village est attaché administrativement à l'ancienne Voïvodie de Lublin.

Depuis 1999, il fait partie de la nouvelle voïvodie de Lublin.